# 749 Malzovia
749 Malzovia је астероид главног астероидног појаса чија средња удаљеност од Сунца износи 2,243 астрономских јединица (АЈ).
Апсолутна магнитуда астероида је 11,82 а геометријски албедо 0,041.